# بوگو، سبو
بوگو، سبو (به لاتین: Bogo, Cebu) یک منطقهٔ مسکونی در فیلیپین است که در سیبو واقع شده‌است.